# Václav Gajer
Václav Gajer (19. srpna 1923 Šumavské Hoštice – 1. července 1998 Praha) byl československý režisér a scenárista.

## Nejznámější filmy
Mezi jeho nejznámější filmy patří Pod Jezevčí skálou, Na pytlácké stezce a Za trnkovým keřem.

## Rodina
Jeho první manželkou byla česká herečka Naděžda Gajerová, druhou manželkou byla Libuše Gajerová-Vacková. Jeho dcerou je česká herečka Veronika Gajerová.